# Manuela Ernst
Manuela Ernst (* 26. Juli 1985 in Basel) ist eine Schweizer Politikerin der Grünliberalen Partei.

## Leben
Manuela Ernst wuchs zusammen mit drei jüngeren Geschwistern in St. Pantaleon und Nussbaumen auf. Nach Abschluss der Matura an der Kantonsschule Baden studierte sie an der ETH Zürich Architektur und erlangte 2012 einen Master-Abschluss. Seither arbeitet sie hauptberuflich als Architektin.
Manuela Ernst war Schwimmsportlerin beim Schwimmverein Tägi Wettingen. Deren Staffel durchschwamm 2013 als zweitschnellstes Team den Ärmelkanal von Dover nach Calais.
Anfang 2016 trat Ernst der Grünliberalen Partei (GLP) bei. Seit 2018 ist sie Einwohnerrätin in Wettingen und seit 2022 präsidiert sie dort die GLP Fraktion. 2019 kandidierte sie erfolglos für den Nationalrat. Seit 2021 ist sie Mitglied des Grossen Rats des Kantons Aargau und dort Mitglied der Kommission für Öffentliche Sicherheit (SIK) des Kantons Aargau.
Manuela Ernst wohnt seit 2012 in Wettingen. Ihre Freizeit verbringt sie mit Kochen, Reisen und Sport, nach wie vor insbesondere mit Schwimmen.